# Тонто (река)
То́нто (исп. Río Tonto) — река в Мексике, протекает по территории штатов Оахака и Веракрус. Приток Папалоапана. Площадь водосборного бассейна реки — 4813,5 км².
Её среднегодовой сток составляет 20 % от общего стока Папалоапана.
В период с 1949 по 1955 год на Рио-Тонто было построено водохранилище Мигель-Алеман площадью 478 км². Оно используется для выработки электроэнергии. Река Тонто начинается в муниципалитете Сан-Мигель-Сояльтепек и, сливаясь с реками Чичикасапа и Рио-де-Энмедио, продолжает свой путь по территории штата Оахака. Примерно через 5 километров она встречается с рекой Амапа в Эль-Амате, образуя линию, соединяющую город с муниципалитетом Сан-Мигель-Сояльтепек. Далее река Тонто граничит со штатом Веракрус и муниципалитетом Трес-Вальес, где её протяжённость составляет около 20 километров. Ещё примерно 10 километров река течёт через территорию муниципалитета Косамалоапан. Достигнув высоты Тустепека в штате Оахака, река Тонто продолжает свой путь к Барре-де-Альварадо.
В бассейне реки проживает 449 тыс. человек.